# Sol Gabetta
Sol Gabetta (ur. 18 kwietnia 1981 w Villa María, Córdoba) – argentyńska wiolonczelistka, solistka koncertująca i kameralistka.

## Życiorys
Pochodzi z rodziny o międzynarodowych korzeniach. Jej ojciec jest Włochem pochodzenia argentyńskiego, matka Rosjanką urodzoną we Francji. Sol Gabetta opuściła Argentynę mając 10 lat. Mieszka w Szwajcarii.

### Wczesne lata i edukacja
Gabetta rozpoczęła swoją edukację muzyczną w wieku trzech lat od nauki gry na skrzypcach (wzorując się na swoim starszym bracie Andrésie), a w wieku czterech lat na wiolonczeli. Kontynuowała naukę gry na obu tych instrumentach do ósmego roku życia, kiedy to zdecydowała poświęcić się wiolonczeli, a jej nauczycielką została Christine Walevska.
Mając 10 lat wygrała swój pierwszy konkurs, a wkrótce potem zdobyła nagrodę Natalia Gutman Award. Następnie otrzymała wyróżnienia w moskiewskim Międzynarodowym Konkursie Muzycznym im. Piotra Czajkowskiego oraz w Internationaler Musikwettbewerb der ARD, corocznym międzynarodowym konkursie muzycznym odbywającym się w Monachium.

### Kariera artystyczna
Międzynarodowe uznanie zdobyła w 2004, wygrywając Crédit Suisse Young Artist Award i debiutując z Wiener Philharmoniker pod dyrekcją Walerija Giergijewa.
Występowała z wiodącymi światowymi orkiestrami, takimi jak rzymska Orchestra dell’Accademia Nazionale di Santa Cecilia, waszyngtońska National Symphony Orchestra, paryska Orchestre National de France, amsterdamska Koninklijk Concertgebouworkest, monachijska Symphonieorchester des Bayerischen Rundfunks, Bamberger Symphoniker, Tonhalle Orchestra Zürich, Toronto Symphony Orchestra, a także z orkiestrami symfonicznymi Teatru Bolszoj i Fińskiego Radia oraz orkiestrami filharmonii w Berlinie, Filadelfii, Londynie i in. Współpracuje z wieloma słynnymi dyrygentami, wśród którym są Walerij Giergijew, Giovanni Antonini, Leonard Slatkin, Simon Rattle, Zubin Mehta, Andrzej Boreyko, Mario Venzago, Mario Venzago, Thomas Hengelbrock, Krzysztof Urbański i in.
Gabetta często bierze udział w europejskich festiwalach muzycznych. Wiosną 2014 debiutowała z Berlin Philharmonic i Simonem Rattle na Baden-Baden Easter Festival, a latem tegoż roku była artystą in residence Schleswig-Holstein Musik Festival. W 2006 ufundowała swój własny festiwal muzyki kameralnej SOLsberg Festival, który odbywa się co roku w szwajcarskim Olsbergu (kanton Argowia), w pobliżu Bazylei.

## Instrumenty
W 2004 szwajcarska fundacja Rahn Kulturfonds udostępniła artystce unikatową wiolonczelę Guadagniniego z 1759. Od 2015 jej głównym instrumentem koncertowym stała się inna historyczna wiolonczela, wykonana przez Matteo Gofrillera, prawdopodobnie w 1725. Odtąd bogatszą harmonicznie i subtelniejszą w brzmieniu wiolonczelę Guadagniniego Gabetta używa głównie do wykonywania repertuaru barokowego.

## Nagrania
Była dwukrotnie nominowana do Nagrody Grammy. W 2007 w kategorii Best Instrumental Soloist(s) Performance (with Orchestra) za płytę Tchaikovsky/Saint-Saëns/Ginastera oraz w 2013 w kategorii Best Chamber Music/Small Ensemble Performance za płytę Duo. Jest laureatką Gramophone Award for Young Artist of the Year (2010) i nagrody Würth-Preis of the Jeunesses Musicales (2012). Otrzymała także
Echo Klassik Awards w latach 2007, 2009 i 2011 oraz zdobyła tytuł Instrumentalisty Roku 2013. Za swoje nagrania koncertów wiolonczelowych Haydna, Mozarta i Elgara oraz utworów Czajkowskiego, Saint-Saënsa i Ginastery została uhonorowana nagrodą Diapason d’Or. Nagrywała także kompozycje Beethovena, Vivaldiego, Brahmsa, Debussy’ego, Dvořáka, Szostakowicza i wielu innych.

## Wybrana dyskografia
- Tchaikovsky, Saint-Saëns and Ginastera – z Munich Radio Orchestra (Sony Classical), 2006
- Il Progetto Vivaldi – z Sonatori de la Gioiosa Marca (Sony Classical), 2007
- Cantabile – z Prague Philharmonic (Sony Classical), 2008
- Shostakovich Concerto No. 2 – z Munich Philharmonic (Sony Classical), 2008
- Haydn / Hofmann / Mozart: Cello Concertos – z Kammerorchester Basel (Sony Classical), 2009
- Elgar: Cello Concerto / Dvořák – z Danish National Symphony Orchestra (Sony Classical), 2010
- Shostakovich Concerto No. 1 – z Munich Philharmonic i Lorin Maazel (Sony Classical), 2012
- Duo – z Hélène Grimaud (Deutsche Grammophon), 2012[10]
- Il Progetto Vivaldi II (Sony Classical), 2012
- Il Progetto Vivaldi III (Sony Classical) 2013
- Prayer (Sony Classical), 2014
- The Chopin Album – z Bertrand Chamayou (Sony Classical), 2015
- Beethoven Triple Concerto – z Kammerorchester Basel (Sony Classical), 2015
- Vasks – Presence – z Amsterdam Sinfonietta (Sony Classical), 2015
- Elgar: Cello Concerto / Martinů: Cello Concerto No.1 – z Berliner Philharmonic (Sony Classical), 2016